# Jakob Wyrsch (Mediziner)
Jakob Wyrsch (* 12. Juni 1892 in Stans; † 29. Januar 1980 in Bern) war ein Schweizer Psychiater und Schriftsteller.

## Leben
Jakob Wyrsch wurde geboren als Sohn des Arztes und Politikers Jakob Wyrsch (Sohn des Alois Wyrsch) und der Josefa, geb. Stockmann. Er studierte Medizin an der Universität Zürich und schloss 1919 mit dem Staatsexamen und 1920 mit der Promotion ab. Er arbeitete 1920/21 als Assistenzarzt unter Eugen Bleuler an der Heil- und Pflegeanstalt Burghölzli in Zürich. Nach Studienaufenthalten in Paris und London wurde er 1923  Assistenzarzt in der luzernischen Heil- und Pflegeanstalt St. Urban, deren Leitung er 1925 übernahm. 1934 wechselte er als Oberarzt an die Heil- und Pflegeanstalt Waldau nach Bern. Er unterrichtete zunächst als Privatdozent, ab 1945 als ausserordentlicher Professor für gerichtliche Psychiatrie an der Universität Bern.
Daneben war Wyrsch schriftstellerisch tätig. Er beschäftigte sich insbesondere mit Persönlichkeiten und Kultur der Innerschweiz.

## Schriften (Auswahl)
- Zur Psychologie der Landsgemeinde. In: Der Geschichtsfreund: Mitteilung des Historischen Vereins Zentralschweiz, Bd. 82. 1927, S. 292–308 (doi:10.5169/seals-117841#324).
- Radio oder das verstümmelte Gespräch. In: Neue Schweizer Rundschau, Bd. 1926, Heft 10, S. 994–998 (doi:10.5169/seals-760045#1174).
- Gerichtliche Psychiatrie: Ein Lehrbuch für Juristen und Mediziner. P. Haupt, Bern 1946.
- Psychopathologie und Verbrechen. Tyrolia, Innsbruck/Wien 1949.
- Die Person des Schizophrenen: Studien zur Klinik, Psychologie, Daseinweise. P. Haupt, Bern 1949.
- Gesellschaft, Kultur und psychische Störung. Thieme, Stuttgart 1960.
- Psychiatrie als offene Wissenschaft: Ausgewählte Aufsätze und Vorträge. Haupt, Bern 1969.
- Jakob Wyrsch. In: Ludwig J. Pongratz (Hrsg.): Psychiatrie in Selbstdarstellungen. Huber, Bern 1977, ISBN 3-456-80307-9, S. 470–503.